# Juan Ventura
Juan Ventura (Chiclayo, 26 de febrero de 1992-Chiclayo, 14 de octubre de 2013) fue un futbolista profesional peruano que jugaba en la posición de centrocampista.

## Biografía
Juan Ventura debutó como futbolista profesional en 2011 con el CD U América, con el que jugó durante una temporada. Tras finalizarla fue traspasado al Club Juan Aurich, con el que consiguió ganar el Torneo de Promoción y Reserva el primer año que jugó en el club, en 2012.
Juan Ventura jugó además para la selección de fútbol sub-17 de Perú.
Finalmente, el 14 de octubre de 2013, Juan Ventura falleció en Chiclayo tras sufrir un accidente de tráfico a los 21 años de edad.

## Clubes
| Club             | País | Año         |
| ---------------- | ---- | ----------- |
| CD U América     | Perú | 2011 - 2012 |
| Club Juan Aurich | Perú | 2012 - 2013 |

## Palmarés
- Club Juan Aurich: Torneo de Promoción y Reserva de 2012